# إلين سيدرانسكي
إلين سيدرانسكي (بالإنجليزية: Ellen Sidransky)‏، هي طبيبة أطفال أمريكية، متخصصة في علم الوراثة السريرية في فرع علم الوراثة الطبية في المعهد القومي لبحوث الجينات البشرية . وهي رئيسة قسم الوراثة العصبية الجزيئي.

## التعليم
تخرجت سيدانسكي بامتياز مع مرتبة الشرف من جامعة برانديز في عام 1977 بدرجة البكالوريوس في علم الأحياء، وحصلت على درجة الدكتوراه في الطب عام 1981 من كلية الطب بجامعة تولين، ثم تدربت في طب الأطفال في مستشفى لوري للأطفال، وأكملت تدريب الزمالة في علم الوراثة السريرية في برنامج التدريب الجينية في معاهد الصحة الوطنية الأمريكية.

## مسيرتها المهنية

سيدرانسكي مع أعضاء من فريقها البحثي، مايو 2019.

جاءت سيديانسكي إلى المعاهد الوطنية للصحة في أواخر الثمانينيات لتعلم تقنيات البيولوجيا الجزيئية، وهي باحثة دائمة في معاهد الصحة الوطنية وتترأس منذ العام 2000 وهي رئيسة قسم علم الوراثة العصبية الجزيئي وطبيب أطفال وأختصاصية أبحاث الوراثة السريرية في فرع علم الوراثة الطبية في المعهد الوطني لبحوث الجينات البشرية.

## أبحاثها
يشمل بحث سيديانسكي كلاً من الجوانب البحثية السريرية والأساسية لمرضيّ غوشيه والشلل الرعاشي، وقد حددت مجموعتها البحصية لأول مرة الجلوكوسيريبروسيديز بصفتها عامل خطر للإصابة بالشلل الرعاش. قادت دراستين تعاونيتين دوليتين كبيرتين بشأن علم الوراثة لمرض باركنسون والخرف مع أجسام ليوي. يركز عملها الحالي أيضًا على فهم تعقيدات الاضطرابات المندلية «البسيطة»، والعلاقة بين مرض غوشيه وباركنسونية، وتطوير مرافق جزيئي صغير علاجا لمرض غوشيه وربما الشلل الرعاش. تديرسيديانسكي دراستين سريريين للمعاهد الوطنية للصحة، إحداهما لتقييم المرضى الذين يعانون من اضطرابات التخزين الليسوسومية، والثانية تدرس بشكل مستقبلي المرضى والأقارب المصابين بالباركنسون الذين يحملون طفرات في GBA. تستخدم مجموعة سيديانسكي نهجًا انتقاليًا، يدمج بين كل من العلوم السريرية والأساسية.
على مدى العقدين الماضيين ، أنشأت مجموعة سيديانسكي بنكًا للبيانات السريرية والعينات والدراسات السريرية الجارية حول مرض غوشيه من أجل فهم أفضل لتاريخه الطبيعي، وربما لربط النمط الجيني بالتعبير الظاهري، ومساهمة العوامل التي من شانها أن تعدّل هذا الاضطراب. بالتركيز على مرض غوشيه تستعد المجموعة لدراسة العلاقات المعقدة بين المظاهر السريرية والعيوب الأيضية والآليات الجزيئية، ومعالجة التحدي المتمثل في تحديد المعدلات الجينية. على الرغم من أن مرض غوشيه ينقسم كلاسيكيا إلى ثلاثة أنواع، فقد أظهرت أبحاث القسم أن هناك في الواقع سلسلة متصلة من المظاهر، وكشفت عن عدة أنماط ظاهرية غير متوقعة.

## الجوائز والتكريمات
- في أبريل 2019 ، شهر الوعي بالباركنسون ، كرم معهد فان أنديل سيديانسكي بجائزة Jay Van Andel للإنجاز المتميز في أبحاث مرض باركنسون. [3]